# Praça de São João (Lyon)

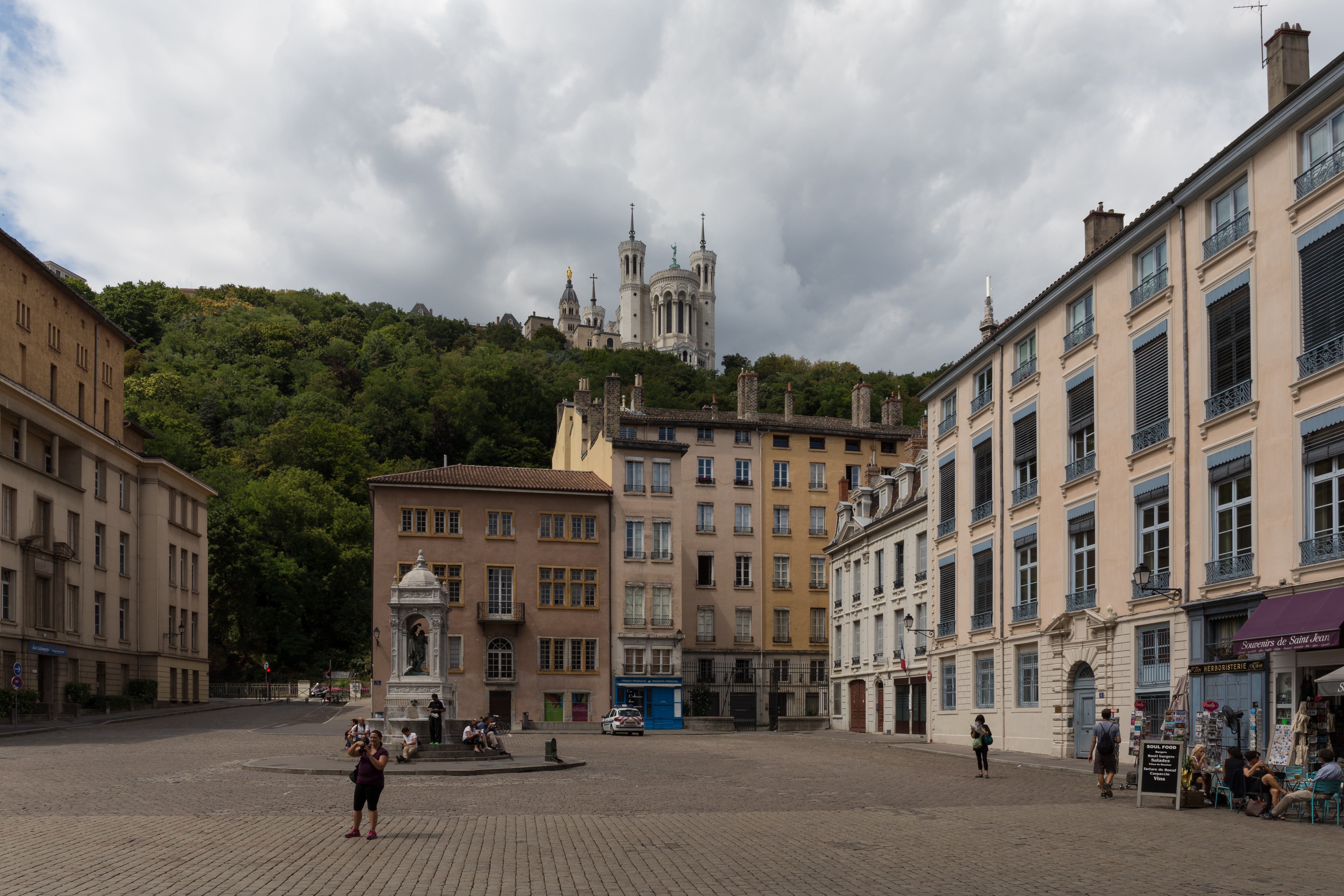
Praça de São João

A Praça de São João é uma antiga praça no 5º arrondissement de Lyon (também conhecida como "vieux Lyon", que significa o bairro mais antigo de Lyon). Ela está localizado em frente à catedral católica romana de São João.
A praça pertence à zona classificada como Património Mundial pela UNESCO.